# Радивилівська міська територіальна громада
Радивилівська міська громада — територіальна громада в Україні, в Дубенському районі Рівненської області. Адміністративний центр — місто Радивилів.

## Загальна інформація
Площа громади — 143,49 км², населення — 15 953 мешканці (2018).

## Населені пункти
До складу громади входять 1 місто (Радивилів) і 23 села: Адамівка, Балки, Батьків, Башарівка, Безодня, Бугаївка, Гаї-Лев'ятинські, Дружба, Казмірі, Копані, Круки, Лев'ятин, Малі Гайки, Немирівка, Новоукраїнське, Опарипси, Перенятин, Підзамче, Підлипки, Приски, Сестрятин, Старики, Стоянівка.

## Історія
Утворена 22 вересня 2015 року шляхом об'єднання Радивилівської міської ради та Башарівської, Дружбівської, Немирівської, Підзамчівської сільських рад Радивилівського району.
У теперішньому вигляді утворена 12 червня 2020 року шляхом об'єднання Радивилівської міської ради та Башарівської, Бугаївської, Дружбівської, Немирівської, Підзамчівської, Сестрятинської сільських рад Радивилівського району.
19 липня 2020 року, в результаті адміністративно-територіальної реформи та ліквідації Радивилівського району, громада увійшла до складу Дубенського району.

## Старостинські округи
- Башарівський (села Башарівка, Перенятин, Приски, Старики)
- Бугаївський (села Бугаївка, Лев'ятин, Балки, Опарипси)
- Дружбівський (села Дружба, Малі Гайки, Новоукраїнка)
- Немирівський (села Немирівка, Батьків, Гаї-Лев'ятинські)
- Підзамчівський (села Підзамче, Адамівка, Казмірі, Копані, Круки, Підлипки, Стоянівка)
- Сестрятинський (села Сестрятин, Безодня)[4]